# Koulun
Koulun (chiń. Jiulong, ang. Kowloon) – region w Hongkongu.
Wraz z półwyspem Koulun i Nowym Koulunem liczy 2,06 mln mieszkańców (2003). Jest to ośrodek handlowo-finansowy o międzynarodowym znaczeniu, a także międzynarodowy port morski i lotniczy.

## Dzielnice
Dzielnice należące do regionu Koulun:
- Kowloon City
- Kwun Tong
- Sham Shui Po
- Wong Tai Sin
- Yau Tsim Mong